# Europameisterschaften im Gewichtheben 1980
Die 59. Europameisterschaften im Gewichtheben der Männer fanden vom 25. April bis 4. Mai 1980 in der jugoslawischen Hauptstadt Belgrad statt. An den im Zweikampf (Reißen und Stoßen) ausgetragenen Wettkämpfen nahmen 170 Gewichtheber aus 27 Nationen teil.

## Ergebnisse

### Klasse bis 52 kg (Fliegengewicht)
| Disziplin | Gold              | Gold     | Silber            | Silber   | Bronze         | Bronze   |
| --------- | ----------------- | -------- | ----------------- | -------- | -------------- | -------- |
| Reißen    | Alexander Woronin | 107,5 kg | Stefan Leletko    | 102,5 kg | Jacek Gutowski | 102,5 kg |
| Stoßen    | Stefan Leletko    | 135,0 kg | Alexander Woronin | 132,5 kg | Jacek Gutowski | 122,5 kg |
| Zweikampf | Alexander Woronin | 240,0 kg | Stefan Leletko    | 237,5 kg | Jacek Gutowski | 225,0 kg |

- Woronin bewältigte im Reißen in einem zusätzlichen Versuch 112,5 kg.

### Klasse bis 56 kg (Bantamgewicht)
| Disziplin | Gold            | Gold     | Silber          | Silber   | Bronze       | Bronze   |
| --------- | --------------- | -------- | --------------- | -------- | ------------ | -------- |
| Reißen    | Oleg Karajanidi | 117,5 kg | Turgaj Sabriew  | 115,0 kg | Andreas Letz | 110,0 kg |
| Stoßen    | Andreas Letz    | 147,5 kg | Oleg Karajanidi | 145,0 kg | Frank Mavius | 145,0 kg |
| Zweikampf | Oleg Karajanidi | 262,5 kg | Andreas Letz    | 257,5 kg | Frank Mavius | 255,0 kg |

### Klasse bis 60 kg (Federgewicht)
| Disziplin | Gold            | Gold     | Silber          | Silber   | Bronze            | Bronze   |
| --------- | --------------- | -------- | --------------- | -------- | ----------------- | -------- |
| Reißen    | Stefan Dimitrow | 127,5 kg | Antoni Pawlak   | 125,0 kg | Włodzimierz Jakub | 125,0 kg |
| Stoßen    | Jurik Sarkisjan | 160,0 kg | Stefan Dimitrow | 157,5 kg | Gelu Radu         | 150,0 kg |
| Zweikampf | Stefan Dimitrow | 285,0 kg | Jurik Sarkisjan | 280,0 kg | Antoni Pawlak     | 275,0 kg |

### Klasse bis 67,5 kg (Leichtgewicht)
| Disziplin | Gold         | Gold         | Silber        | Silber   | Bronze                 | Bronze   |
| --------- | ------------ | ------------ | ------------- | -------- | ---------------------- | -------- |
| Reißen    | Janko Russew | 147,5 kg 000 | Gunter Ambraß | 140,0 kg | Daniel Senet           | 140,0 kg |
| Stoßen    | Janko Russew | 190,0 kg     | Gunter Ambraß | 175,0 kg | Karl-Heinz Radschinsky | 175,0 kg |
| Zweikampf | Janko Russew | 337,5 kg     | Gunter Ambraß | 315,0 kg | Karl-Heinz Radschinsky | 312,5 kg |

- Russew bewältigte im Reißen 148,0 kg , aber auf Grund der 2,5-Kilogramm-Regel gingen 147,5 kg in die Wertung ein.

### Klasse bis 75 kg (Mittelgewicht)
| Disziplin | Gold             | Gold         | Silber           | Silber   | Bronze          | Bronze   |
| --------- | ---------------- | ------------ | ---------------- | -------- | --------------- | -------- |
| Reißen    | Nedeltscho Kolew | 160,0 kg 000 | Assen Slatew     | 157,5 kg | Alexander Perwi | 155,0 kg |
| Stoßen    | Assen Slatew     | 197,5 kg     | Peter Wenzel     | 192,5 kg | Alexander Perwi | 192,5 kg |
| Zweikampf | Assen Slatew     | 355,0 kg     | Nedeltscho Kolew | 347,5 kg | Alexander Perwi | 347,5 kg |

### Klasse bis 82,5 kg (Leichtschwergewicht)
| Disziplin | Gold            | Gold     | Silber             | Silber   | Bronze              | Bronze   |
| --------- | --------------- | -------- | ------------------ | -------- | ------------------- | -------- |
| Reißen    | Jurik Wardanjan | 167,5 kg | Janusz Alchimowicz | 157,5 kg | Romuald Jazbowiecki | 157,5 kg |
| Stoßen    | Jurik Wardanjan | 200,0 kg | Horst Appel        | 192,5 kg | Norbert Bergmann    | 192,5 kg |
| Zweikampf | Jurik Wardanjan | 367,5 kg | Detlef Blasche     | 345,0 kg | Horst Appel         | 342,5 kg |

### Klasse bis 90 kg (Mittelschwergewicht)
| Disziplin | Gold             | Gold     | Silber           | Silber   | Bronze           | Bronze   |
| --------- | ---------------- | -------- | ---------------- | -------- | ---------------- | -------- |
| Reißen    | Rumen Alexandrow | 175,0 kg | Walery Schary    | 170,0 kg | Gennadi Bessonow | 167,5 kg |
| Stoßen    | Rumen Alexandrow | 215,0 kg | Gennadi Bessonow | 215,0 kg | Walery Schary    | 212,5 kg |
| Zweikampf | Rumen Alexandrow | 390,0 kg | Walery Schary    | 382,5 kg | Gennadi Bessonow | 382,5 kg |

### Klasse bis 100 kg (1. Schwergewicht)
| Disziplin | Gold         | Gold     | Silber         | Silber   | Bronze            | Bronze   |
| --------- | ------------ | -------- | -------------- | -------- | ----------------- | -------- |
| Reißen    | David Rigert | 177,5 kg | Imre Vegi      | 172,5 kg | László Varga      | 170,0 kg |
| Stoßen    | David Rigert | 210,0 kg | Michael Hennig | 210,0 kg | Plamen Asparuchow | 202,5 kg |
| Zweikampf | David Rigert | 387,5 kg | Michael Hennig | 372,5 kg | Plamen Asparuchow | 370,0 kg |

### Klasse bis 110 kg (2. Schwergewicht)
| Disziplin | Gold             | Gold         | Silber            | Silber   | Bronze        | Bronze   |
| --------- | ---------------- | ------------ | ----------------- | -------- | ------------- | -------- |
| Reißen    | Leonid Taranenko | 190,0 kg     | Walentin Christow | 175,0 kg | Pavel Khek    | 175,0 kg |
| Stoßen    | Leonid Taranenko | 230,0 kg 000 | Walentin Christow | 227,5 kg | Jürgen Ciezki | 217,5 kg |
| Zweikampf | Leonid Taranenko | 420,0 kg     | Walentin Christow | 402,5 kg | Jürgen Ciezki | 390,0 kg |

### Klasse über 110 kg (Superschwergewicht)
| Disziplin | Gold             | Gold     | Silber        | Silber   | Bronze          | Bronze   |
| --------- | ---------------- | -------- | ------------- | -------- | --------------- | -------- |
| Reißen    | Sultan Rachmanow | 190,0 kg | Jewgeni Popow | 185,0 kg | Rudolf Strejček | 180,0 kg |
| Stoßen    | Sultan Rachmanow | 240,0 kg | Gerd Bonk     | 232,5 kg | Jewgeni Popow   | 232,5 kg |
| Zweikampf | Sultan Rachmanow | 430,0 kg | Jewgeni Popow | 417,5 kg | Gerd Bonk       | 407,5 kg |